# إينغفار إريكسون
إينغفار إريكسون هو دراج سويدي، ولد في 5 يناير 1914 في أوبسالا في السويد، وتوفي في 21 أبريل 1995 في ستوكهولم في السويد.

## وصلات خارجية
- إينغفار إريكسون على موقع أرشيف الدراجات (الإنجليزية)
- إينغفار إريكسون على موقع إحصائيات الدراجات الإحترافية (الإنجليزية)
- إينغفار إريكسون على موقع أوليمبيديا (الإنجليزية)
- إينغفار إريكسون على موقع اللجنة الأولمبية السويدية (السويدية)